# Hippiatrie
Ne doit pas être confondu avec Médecine équine.

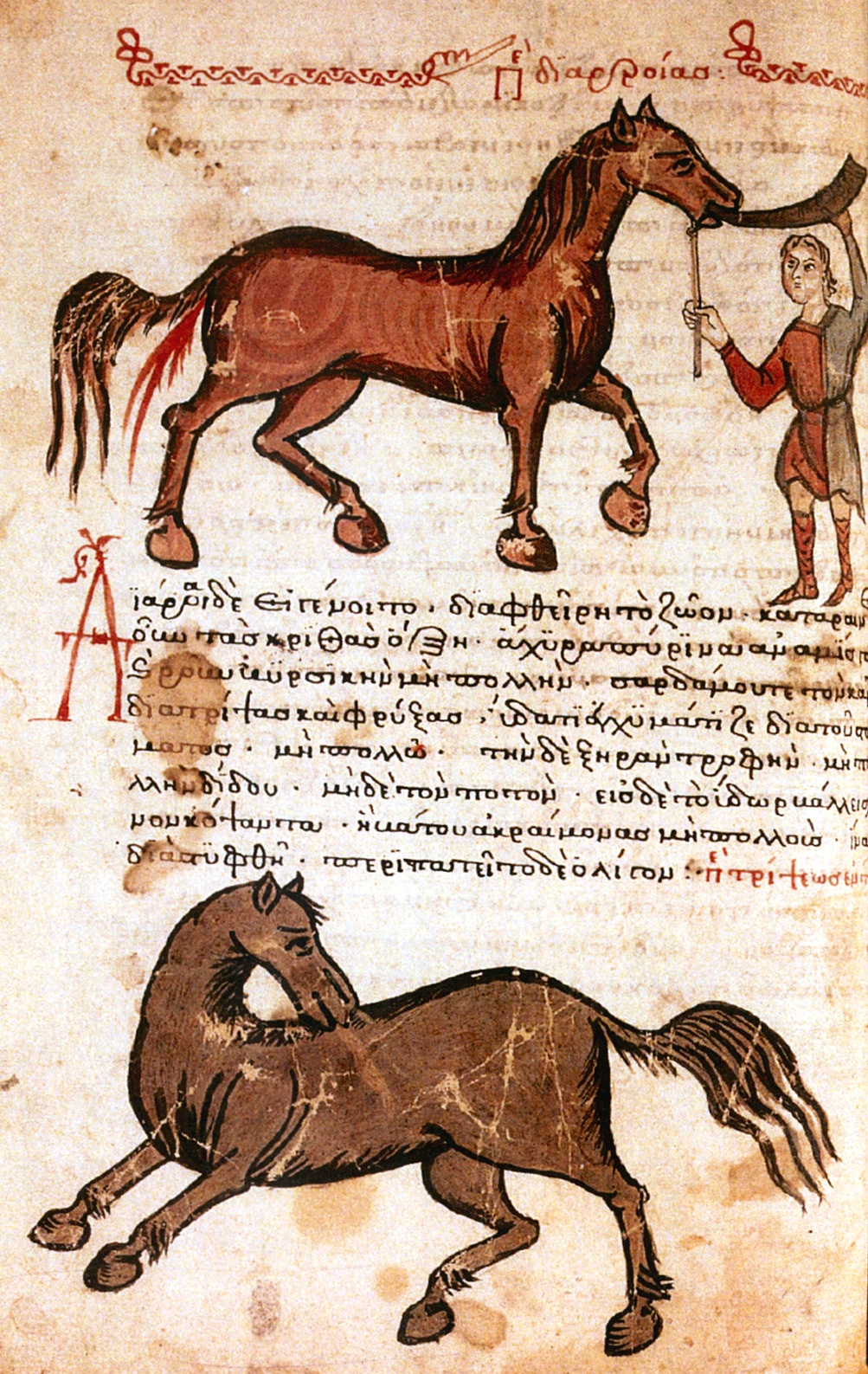
Folio du manuscrit ' (compilation byzantine de textes hippiatriques, du) illustrant le soin d'un cheval diarrhéique.

L’hippiatrie est la forme ancienne de la médecine vétérinaire concernant les chevaux, et plus généralement du savoir relatif à la santé du cheval, aux maladies des équidés et des traitements possible.  Désormais, on parle de médecine équine et le terme d'« hippiatrie » fait davantage référence à la science antique et médiévale des soins aux chevaux, comportant entre autres des rituels, des saignées, des références à la théorie des humeurs et des formules magiques.

## Histoire
Le cheval est l'animal sur lequel le plus grand nombre de traités de soin ont été écrits, à l'image de son caractère fondamental dans l'histoire tant militaire que civile. Le savoir relatif au ferrage des chevaux, notamment, est en étroite relation avec l'hippiatrie. 

### Antiquité
Les auteurs antiques évoquent des remèdes essentiellement pharmaceutiques (plantes, minerais, produits animaux ou humains) donnés sous forme de breuvages par le nez ou la bouche, ou sous forme de cataplasme ou d'onguent. Les actes chirurgicaux sont des traitements thérapeutiques (cautérisation, exérèse de masses et la traditionnelle saignée) sont plus rares, car ils laissent des cicatrices qui peuvent défigurer le cheval et diminuer son prix. Ils évoquent aussi les traitements magiques (formules incantatoire, gestes d'encerclement de la maladie).

#### Kikkuli
Le premier traité connu est celui du hittite Kikkuli au Xe siècle av. J.-C., L'Art de soigner et d'entraîner les chevaux, et ces textes intègrent autant de connaissances médicales que relatives à l'équitation ou à l'hippologie.

#### Textes grecs
Les textes hippiatriques grecs conservés sont formés en grande partie à partir d’extraits, répartis par matières, d’œuvres aujourd’hui perdues. Il s’agit d’une collection où l’on classe les différents textes de chaque auteur. Les auteurs de base étaient sept : Apsyrtos, Hiéroclès, Hippocrate [l'hippiatre], Pélagonios, Théomnestos, qui a parlé de dressage par réprimande et habitude à l'homme et sa main selon les fragments conservés ; Eumèlos de Thèbes et Anatolios ; un huitième, Micon, est taxé d’ignorance par Simon d'Athènes entre autres pour une remarque sur les cils. Situer la période d’activité des sept auteurs cités, qui sont à l’origine du Corpus hippiatricorum graecorum, semblait être un problème résolu depuis les travaux de G. Björck. Simon est antérieur à Xénophon, Micon aux deux ; Hiéroclès est postérieur à Simon. On est revenus sur la période d'activité d’Apsyrtos, que G. Björck situait entre 150 et 250. La datation d'Apsyrtos est d’autant plus importante qu’elle constitue un élément fondamental à partir duquel est établie celle de la plupart des autres hippiatres. Ce n’est que l’identification d’un des correspondants d’Apsyrtos qui a incité à reconsidérer les propositions de G. Björck, Apsyrtos s’adresse dans une lettre à un certain Ursus ; cet Ursus est Flavius Ursus, consul prior en 338. 
Les textes des auteurs hippiatres circulaient au départ indépendamment, jusqu’à ce qu’on en réunisse une partie dans une collection hippiatrique qu’on appelle le Corpus hippiatricorum graecorum. Ce rassemblement des textes a eu lieu à une date inconnue. La majorité de ces œuvres, mais aussi cette première opération de rassemblement, sont perdues. Seules sont connues actuellement quatre recensions dérivées de cette collection hippiatrique primitive.

#### Textes romains
Pélagonius parle des maladies équines dans son traité Ars veterinaria publié au milieu du IVe siècle. Végèce écrit au Ve siècle Digesta artis mulomedicina, une compilation de textes sur la médecine vétérinaire des chevaux et du bétail.
Cette compilation  traduit l'essor considérable que prend l'hippiatrie à partir du IIIe siècle, en même temps que grandit l'importance de la cavalerie au sein de l'armée romaine.

### Moyen Âge
À l'époque médiévale, le cheval est, avec le faucon, l'animal auquel est témoigné le plus d'attention, probablement en raison de son statut aristocratique. L'hippiatrie médiévale est surtout connue par des indices indirects, les ossements de chevaux révélant peu de traitements par l'homme. Au contraire, les traités présentent des dessins d'outils vétérinaires servant, par exemple, à réaliser des saignées, et qui ont servi à identifier ces objets retrouvés par les archéologues. Elle est très influencée par le savoir hérité des Grecs et des Arabes. En particulier, « l'hippiatrie arabe a toujours émerveillé les passionnés du cheval et les historiens de la médecine vétérinaire ». L’œuvre majeure en est « El Nâceri », datée de 1333.
Avant le XIIe siècle, l'hippiatrie fait beaucoup appel à des formules magiques et possède de nombreuses réminiscences païennes. Les traités vétérinaires se multiplient du XIIIe au XVe siècle en Occident. L'intérêt pour l'art de soigner les chevaux et la recherche scientifique s'organise spécifiquement en Italie du Sud et plus particulièrement en Sicile. Une œuvre majeure du savoir hippiatrique médiéval est De medicina Equorum, rédigé par Jordanus Rufus à la cour de Frédéric II et probablement vers 1250. Il influence le savoir relatif aux chevaux durant des siècles et inspire tous les traités postérieurs, comme ceux de Lorenzo Rusio et de Guillaume de Villiers. Frère Theuderique, dominicain catalan et grand spécialiste de la médecine équestre, dédia à l'évêque de Valence un livre intitulé Cirurgia. En 1318, le Livro de Alveitaria, rédigé à la demande du roi Denis 1er du Portugal par son médecin Mestre Giraldo, ordonne de manière rationnelle les traités de Rufus Jordanus et de frère Theuderique qu'il juge désordonnés et peu clairs.
Les premières dissections équines ont lieu au XVe siècle. Les notions d'anatomie d'abord connues sont celles utiles à la chirurgie.
Dès le Moyen Âge, les textes anciens circulent largement comme ceux de Hiéroclès qui furent traduits en latin par Bartolomeo da Messina sous le titre de De curatione equorum au milieu du XIIIe siècle, ceux d'Eroteus dont les travaux sont inclus dans le Corpus  Hippocratique traduits de l'arabe par Moisé de Palerme au XIIIe siècle et ceux d'Apsyrus dont les travaux ont été partiellement traduits dans le neuvième livre de Claudio Emorote, Mulomedicina, au premier siècle. Le Digesta Artis mulomedicinalis de Végèce qui date du Ve siècle eut aussi une influence certaine à cette époque.
Les écrits concernant les soins et l'élevage des chevaux sont souvent insérés dans des ouvrages à caractère encyclopédique. Par exemple, Geoponica, ouvrage général sur l'agronomie, qui fut compilé à Constantinople sous le règne de l'empereur Constantin VII Porphyrogenitus au Xe siècle, traite dans le livre seize de l'élevage, des soins et de l'alimentation du cheval, de l'âne et du chameau. Il en est de même dans Liber de animalibus d'Albert le Grand (1206-1280), De rerum proprietatibus de Barthélemy l'Anglais, écrivain anglais du XIIIe siècle, et dans Ruralium Commodorum libri XII écrit en 1304 par Pietro de' Crescenzi.

### Renaissance
Si les organes profonds sont connus, leur emplacement ne l'est qu'à partir des travaux de Carlo Ruini à la fin du XVIe siècle. Veines et artères sont maîtrisés du fait de la phlébotomie dans la thérapeutique. La continuité entre les vaisseaux demeure mal définie. Les tendons et les muscles sont méconnus; les organes génitaux et l'anatomie du pied sont par contre bien connus.
L'ouvrage du sénateur bolonais Carlo Ruini, L'anatomia del Cavallo, qui parait en 1598 permet d'avoir une meilleure connaissance de l'anatomie équine. Il y reprend l'hypothèse de Léonard de Vinci, théorie vérifiée et confirmée en 1628 par les travaux de Harvey, d'une circulation sanguine contrôlée par le cœur. Cependant, le plus souvent les théories et thérapeutiques humaines sont appliquées au chevaux, telle la théorie des humeurs. Comme pour les hommes, les opérations menées sur les chevaux dépendent des signes astraux et zodiacaux, l'intervention étant effectuée lorsque la lune est entrée dans le signe correspondant à la parie du corps concernée, les signes astraux étant répartis dans le corps de l'animal (tête au bélier, encolure au taureau, hanches au sagittaire...). Jean Tacquet, dans son traité de 1614, signale l'importance du pansage, de l'alimentation et de l'exercice pour maintenir le cheval en bonne santé.
La relation entre une écurie malsaine et l'apparition de maladies est connue. L'écurie doit être saine et bien orientée pour maintenir les chevaux en bonne santé. Le duc de Cavendish met ces principes en œuvre à Bolsover Castle en exposant l'écurie à l'est afin de profiter d'un air tempéré en toute saison. Si les principes d'asepsie et antisepsie sont inconnus, des règles d'hygiène élémentaires sont appliquées comme le rasage des poils avant une intervention chirurgicale, le maintien des plaies hors des souillures et le pansage quotidien du cheval.  
Les cavaleries sont régulièrement décimées lors des guerres du fait des épizooties endémiques. La morve, le farcin, le charbon, la peste, la morve, la gourme et l'influenza sont les maladies endémiques les plus fréquentes. Si la morve est particulièrement contagieuse, le farcin est le plus grand fléau de toutes. Cette maladie se caractérise par une inflammation des ganglions et des vaisseaux lymphatiques qui provoque des pustules et des tumeurs localisées. Toutes, en Europe occidentales ont été éradiquées au début du XXe siècle, à l'exception de la gourme qui subsiste sous une forme bénigne.  
Le matériel  thérapeutique est subordonnée à la théorie des humeurs. Sont utilisées saignées, lavements, cautérisations, thériaques, trochisques, sétons (qui entretiennent la suppuration), ainsi que divers breuvages, poudres, onguents, cataplasmes et fumigations. Les auteurs de traités d'hippiatrie varient les médicaments, convaincus que plus l'éventail de remèdes est large, plus le traitement est efficace. S'y ajoute des secrets et des prières, survivance du christianisme médiéval qui fait du Christ le seul maître des guérisons.   
Ouvrage généraliste, l'Historia animalum de Conrad Gessner, publié en Allemagne en 1587, consacre quelques chapitres au cheval et des paragraphes à l'hippiatrie, tout comme The Book of Hushandry de John Fitzberg qui acquit ses connaissances sous le règne de Henry VIII. Les écrits de l'écuyer de Henri IV, Horace de Francini, et de l'écuyer bolonais Bartolomeo Grisone qui rédige en 1429 un traité de pathologie équine et bovine, comportent quelques chapitres consacrés à l'hippiatrie, même s'il traitent plus particulièrement du dressage du cheval. Au XVe et XVIe siècles, la plupart des traités consacrés spécifiquement à l'hippiatrie proviennent de la péninsule ibérique. Chalcon, un maréchal, publie en 1551 De la cavaleria de la Gineta, qui traite de la façon de mener un cheval et de l'art vétérinaire. Manuel Diaz, écuyer d'Alphonse V, est influencé par l'héritage mauresque dans son ouvrage Libro de Albeiteria dont la première partie concerne le cheval et la seconde le mulet. En France, Guillaume de Villiers rédige vers 1456 un traité sans titre comportant 108 chapitres formant 5 parties : la reproduction, le dressage, l'extérieur, la pathologie et la thérapeutique. Il y décrit notamment les symptômes des maladies équines et les traitements à appliquer. En 1530, François Ier commande à son médecin Jean Ruel, la traduction latine des Hippiatrica, ouvrage grec du VIe siècle. En 1563, Jean Massé, lui aussi médecin, traduit le même ouvrage en langue vernaculaire.

### Époque contemporaine
Les connaissances en hippiatrie prennent un nouvel essor en France à partir du XVIIe siècle, comme l'atteste la publication de nombreux Traité du Maréchal (Jacques de Solleysel, François-Alexandre de Garsault, Philippe Étienne Lafosse, Claude Bourgelat…). Les progrès en médecine du XVIIIe siècle et du XIXe siècle permettent de passer de l'hippiatrie, soins qui incluaient des rituels magiques et des saignées, à une véritable médecine équine. La fragilité des cheptels face aux épizooties conduit à la création des premières écoles vétérinaires en France, dont celle fondée à Lyon en 1761 par l'écuyer Bourgelat puis celle d'Alfort en 1766.

#### XVIIesiècle
Jacques de Solleysel, sieur du Clapier (1617-1680), écuyer et hippiatre, élève de Menou en équitation et des Allemands en hippiatrie, publie en 1664 son Parfait Mareschal, première théorie vétérinaire émergeant de l'absurde.
Samuel Fouquet (16..-1678), écuyer de la Grande Écurie du roi, publie Remèdes les plus efficaces pour les maladies des chevaux en 1664.

#### XVIIIesiècle
Claude Bourgelat (1712-1779), écuyer, médecin, fondateur des écoles vétérinaires, dirige pendant 25 ans l'académie d'équitation de Lyon et publie en 1744 le Nouveau Newcastle, œuvre très personnelle. Il est toutefois surtout connu pour ses Éléments de l'art vétérinaire publié en 1750.
Philippe-Étienne Lafosse (1738-1820), vétérinaire, inspecteur des remontes sous la Révolution, Maréchal ordinaire des écuries du roi, puis inspecteur général vétérinaire des remontes est l'auteur d'ouvrages d'hippiatrie dont Guide du maréchal ; ouvrage contenant une connoissance exacte du cheval, & la maniere de distinguer & de guérir les maladies publié en 1768, Manuel pharmaceutique, a l'usage des maréchaux des régimens en 1774, Dictionnaire raisonné d'hippiatrique, cavalerie, manège et maréchallerie en 1775,  Manuel d'hippiatrique, à l'usage des officiers de cavalerie, possesseurs et amateurs de chevaux et principalement des maréchaux de régimens en 1787, Mémoire sur la cavalerie, présenté au comité militaire de l'Assemblée nationale en 1789, Observations et découvertes d'hippiatrique, lues dans plusieurs sociétés savantes en 1800, Nouvelle théorie pratique d'équitation en 1819, Nouveau manuel du vétérinaire, du cultivateur et de l'amateur de chevaux en 1832. Son Cours d'hippiatrie publié en 1772 est un véritable monument élevé à l'hippologie.
Le baron Johan Christian Dietrich von Sind (1709-1776), écuyer et hippiatre allemand, né en Moravie, élève de Regenthal, publie en 1762 son Art de manège, dédié à l'électeur de Cologne dont il était le premier écuyer. L'ouvrage comprend quatre parties, la première étant consacrée aux connaissances du maître d’écurie et à l’équitation proprement dite, la seconde à l’anatomie du cheval, la troisième à la pharmacologie et la quatrième aux soins et à la chirurgie. Il est agrémenté de 15 planches hors texte en taille douce. Comme la plupart de ses contemporains, il traite des soins aux chevaux et rend hommage à Bourgelat dont il fut le traducteur en allemand

#### XIXesiècle
En 1848, Cardini François, né à Florence vers 1782, lieutenant-colonel en retraite fait éditer le Dictionnaire d'hippiatrique et d'équitation. L'ouvrage regroupe toutes les connaissances hippiques. 

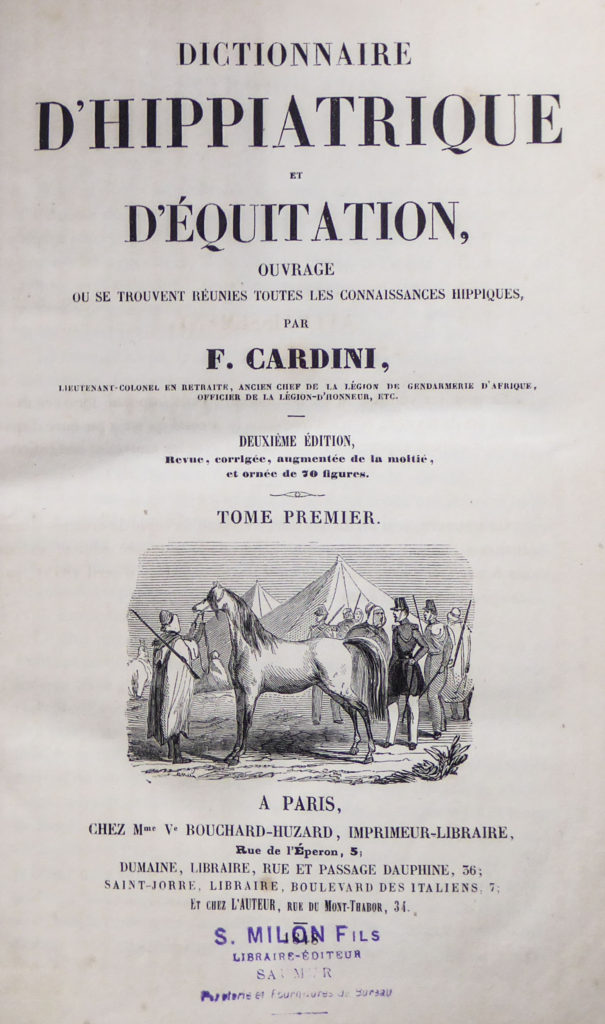
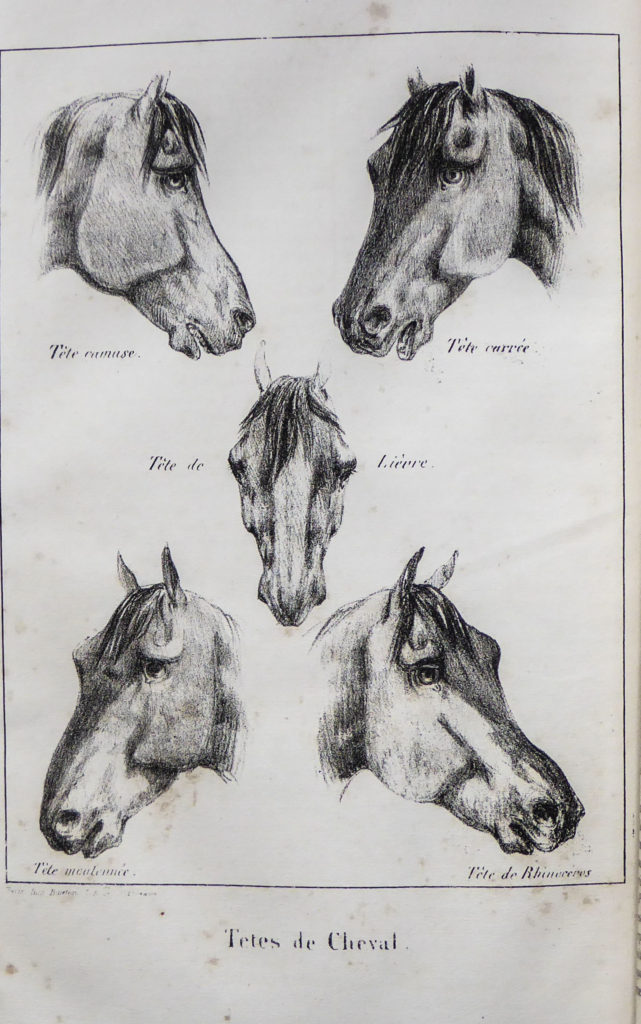
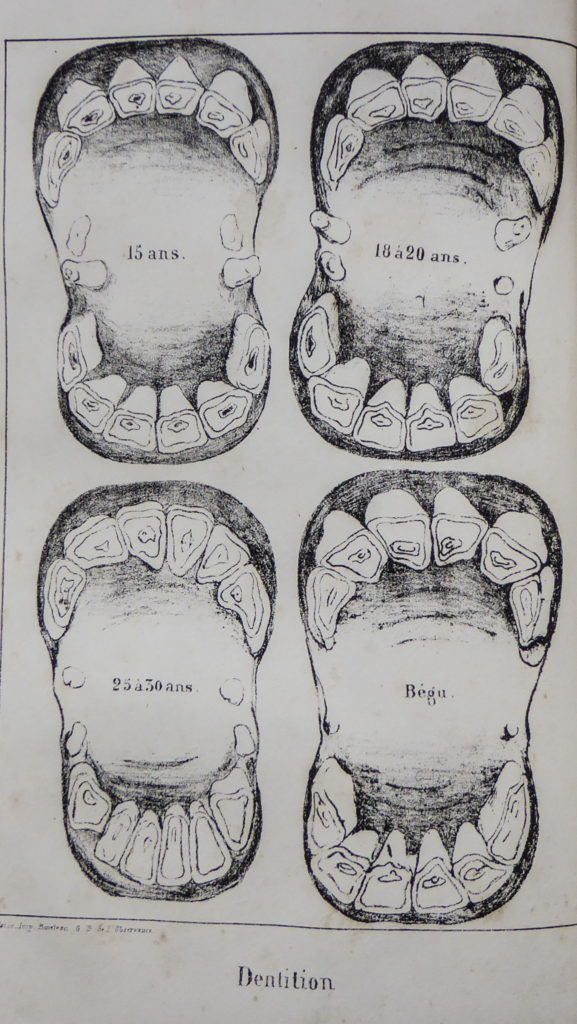